# Uli Kunz

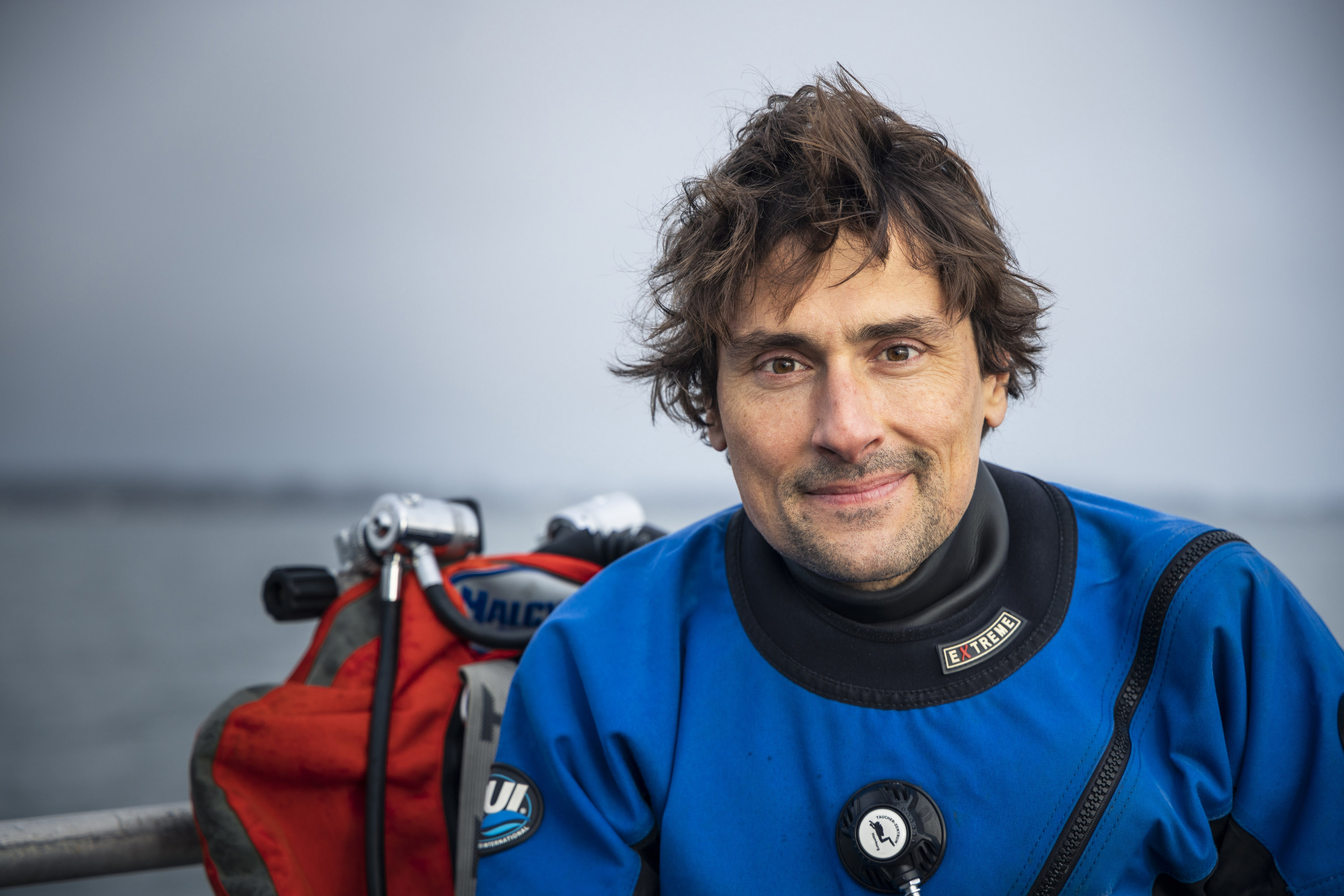
Uli Kunz, 2022

Uli Kunz (* 1975) ist ein deutscher Meeresbiologe und Forschungstaucher sowie Buchautor und Moderator.

## Leben
Uli Kunz wuchs in Kehl am Rhein auf, machte am Einstein-Gymnasium das Abitur und studierte in Kiel und am Tjärnö Marine Biological Laboratory in Schweden Meereskunde, Ökologie und Ozeanographie. In Kiel machte er auch seine Ausbildung zum Forschungstaucher.
Als Mitglied der Forschungstauchgruppe Submaris arbeitet er unter anderem für das GEOMAR, das Alfred-Wegener-Institut, Greenpeace, den WWF und das Landesamt für Landwirtschaft, Umwelt und ländliche Räume in Schleswig-Holstein.
Uli Kunz veröffentlicht Bücher für Kinder und Erwachsene und hält Vorträge über Meeresbiologie, Naturschutz und Unterwasserfotografie. Viele davon schreibt er mit Florian Huber.
Seit 2018 arbeitet er als Moderator für die ZDF-Reihe Terra X, begleitet Expeditionen und präsentiert wissenschaftliche Zusammenhänge zum Thema Wasser.
Als Kameramann ist er regelmäßig an Naturfilmproduktionen, Dokumentationen und Reportagen beteiligt.

## Werke
Eine Auswahl der erhältlichen Titel:
- WAS IST WAS Tiefsee. Überleben in der Finsternis. Tessloff, Nürnberg 2025, ISBN 978-3-7886-8177-7.
- WAS IST WAS Quallen – alles nur Glibber?! Tessloff, Nürnberg 2024, ISBN 978-3-7886-7705-3 (48 S.).
- Leidenschaft OZEAN – Expeditionen in die Tiefe. Knesebeck, München 2021, ISBN 3-95728-511-9 (240 S.).
- WAS IST WAS Band 143. Ozeane. Die Meere erforschen und schützen. Tessloff, Nürnberg 2021, ISBN 3-7886-2114-1 (48 S.).
- WAS IST WAS – Tauchen. Faszination unter Wasser. Tessloff, Nürnberg 2016, ISBN 3-7886-2098-6 (48 S.).